# Haven (Kansas)
Pour les articles homonymes, voir Haven.
Haven est une ville américaine située dans le comté de Reno, au Kansas. Selon le recensement de 2020, sa population est de 1 170 habitants.